# Róża rosyjska
Róża rosyjska (Rosa gorenkensis Besser) – gatunek krzewu z rodziny różowatych. Występuje naturalnie w Europie Wschodniej – w środkowej i południowej europejskiej części Rosji oraz na Ukrainie, podawana jest też z zachodniej Syberii. Uprawiana jest poza swym zasięgiem w Europie, zwłaszcza w jej północnej części. Z upraw łatwo dziczeje i jako gatunek naturalizowany i zadomowiony podawana jest m.in. z Polski (introdukcja nastąpiła w drugiej połowie XIX wieku, znany jest z nielicznych stanowisk koncentrujących się w części wschodniej kraju) i krajów bałtyckich.

## Morfologia
PokrójKrzew o pędach wyprostowanych, osiągający do 2 m wysokości (według niektórych źródeł zwykle do 0,8 m), szybko rozrastający się na boki za pomocą rozłogów. Pędy są cienkie, czerwonobrązowe. Pokryte są kolcami słabo zgiętymi i prostymi kolcami szczeciniasto-igiełkowatymi. Na odgałęzieniach zakończonych kwiatami kolców brak.
LiściePierzasto złożone z 5–7 listków. U nasady z szerokimi przylistkami. Listki podługowatoeliptyczne, ostre na wierzchołku i podwójnie gruczołowato piłkowane na brzegu. Blaszki od spodu owłosione i ogruczolone.
KwiatyWyrastają na zwykle ogruczolonych szypułkach. Działki kielicha całobrzegie, po przekwitnieniu wzniesione do góry, ogruczolone po stronie grzbietowej. Koronę kwiatu tworzy 5 blado-, jasnoróżowych płatków. Szyjki słupków wystają nad orficjum tworząc owłosioną, półkulistą główkę.
OwoceNiełupki zebrane są wewnątrz pomarańczowych (po dojrzeniu), mięsistych i nagich owoców pozornych (szupinkowych) o kształcie kulistym lub szerokojajowatym.

## Biologia
Kwitnie w maju i czerwcu. Kwitnienie i owocowanie jest obfite, dodatkowo gatunek bardzo skutecznie i szybko rozprzestrzenia się za pomocą rozłogów. Jest w pełni mrozoodporny i dobrze znosi koszenie – stąd oceniany jest jako potencjalnie inwazyjny na obszarach introdukcji.

## Systematyka
Gatunek zaliczany jest do sekcji Rosa (=Cinnamomeae de Candolle ex Seringe) podrodzaju Rosa w obrębie rodzaju róża Rosa z rodziny różowatych Rosaceae.